# 振遠隊
振遠隊（しんえんたい）は、明治時代の初期、長崎裁判所に所属した官軍の部隊。その前身は江戸時代末期に長崎の町の治安を守るために組織された警備隊で、明治維新後に改称され、明治政府の指揮下に入った。

## 隊の結成
江戸時代には、長崎港の警備は佐賀藩と福岡藩が隔年交代で行ってきたが、元治元年（1864年）にその制度が廃止された。また、開国により出島に留められていたオランダ人や他の外国人が多く長崎に居住するようになったこと、坂本龍馬の海援隊を始め、勤王・佐幕両派の侍が長崎に集い騒然となってきたことなどを受けて、長崎奉行が同年（1864年）8月に治安の維持と外国人の保護のために結成した。
構成人員は、長崎の地役人の次男以下の者や、市内に道場を持つ剣客とその門弟、さらには浪人などであった。当初は約150人であったが、徐々に増加し、最終的に約350名ほどになった。隊名は最初は警衛隊（警備隊）で、長崎奉行に直属し、砲隊は洋服に小銃、平士隊は和装に剣・槍・棒・十手等を装備し、唐人屋敷や浜町付近、西泊、戸町の番所に勤務した。慶応3年（1867年）に遊撃隊と改称、市中警備の任に当たった。
しかし、慶応4年（1868年）、鳥羽・伏見の戦いで幕府軍が官軍に大敗したことを正月10日に知った長崎奉行・河津伊豆守祐邦は1月14日にイギリス船に乗船し、翌早朝には長崎を脱出して江戸に逃れ、隊は指導者を失った。
奉行が退去した後の長崎奉行所西役所には、土佐藩の佐々木三四郎や海援隊の者が集まり、遊撃隊の襲撃に備えた。一時両者の間に緊迫した空気が流れたが、薩摩藩の松方助左衛門が遊撃隊の下に赴いて説得したことで、遊撃隊と彼らとの戦闘は回避されることとなった。また、奉行の長崎退去を受け、長崎町年寄や各藩の聞役達は、朝廷から派遣される責任者が来るまでは長崎の地役人や駐留している諸藩の人間が申し合わせて、諸事をこれまで通りに取り図るという申し合わせをし、各藩兵や遊撃隊が市内の治安維持に当たることになった。
慶応4年（1868年）2月15日、九州鎮撫総督澤宣嘉が下向し、長崎裁判所が置かれ、奉行所の扱っていた事務を引き継いだ。それに伴い、遊撃隊は明治元年4月19日に振遠隊と名を改め、長崎裁判所に所属することとなった。
振遠隊隊長に任命されたのが、元海援隊士の石田栄吉。同じく海援隊からは、野村要助（軍監・司令官）、大山壮太朗（軍監・司令官）、菅野覚兵衛（軍監・司令官）、山本洪堂（医官）ら元隊士が、幹部として参加している。

## 振遠隊の遠征
総員300人以上の隊員はイギリス式の教練を受け、筒袖に袴、両刀を腰に差し、ライフル銃を持ち、韮山笠をかぶった西洋式の軍隊に編成された。
慶応4年（1868年）、島原藩・大村藩・平戸藩・佐賀藩・福岡藩・秋月藩の諸藩兵が奥羽に出征する際、振遠隊の面々はその軍に参加することを沢総督に自ら願い出た。
振遠隊は、7月19日に長崎港からイギリス船フィロン号に乗り組み、海路で秋田に上陸。同月24日に秋田領舟川に到着し、26日に勤王派の秋田城下に入り、角間川の戦いに臨み、庄内藩の酒井忠篤の軍と戦ったものの敗走した。その後、南部藩降伏の報を受けて、9月29日南部藩雫石に転戦し雫石・橋場口の戦いを起こした。10月2日には盛岡城へ入った。
戦功を賞された振遠隊は、10月19日に凱旋の途につき、仙台・福島・宇都宮を経て12月12日に京都に入った。そして御所で酒肴を下賜された後、大坂から神戸に出て16日にロシア船コレア号に乗船、12月20日長崎に帰還した。戦死13名、病死4名、負傷13名という犠牲があった。
無事長崎に凱旋した振遠隊には論功行賞が、隊長石田栄吉は短刀一振金子2万疋の特勲恩賞を賜わる。
この後、明治5年（1872年）に隊は解散した。

## 振遠隊の合祀
戦没者17名は、明治元年（1868年）12月に楠稲荷社内の招魂場に祀られ、後に佐古招魂社に合祀された。この招魂社は後に長崎県護国神社となった。